# Hugo de Payens

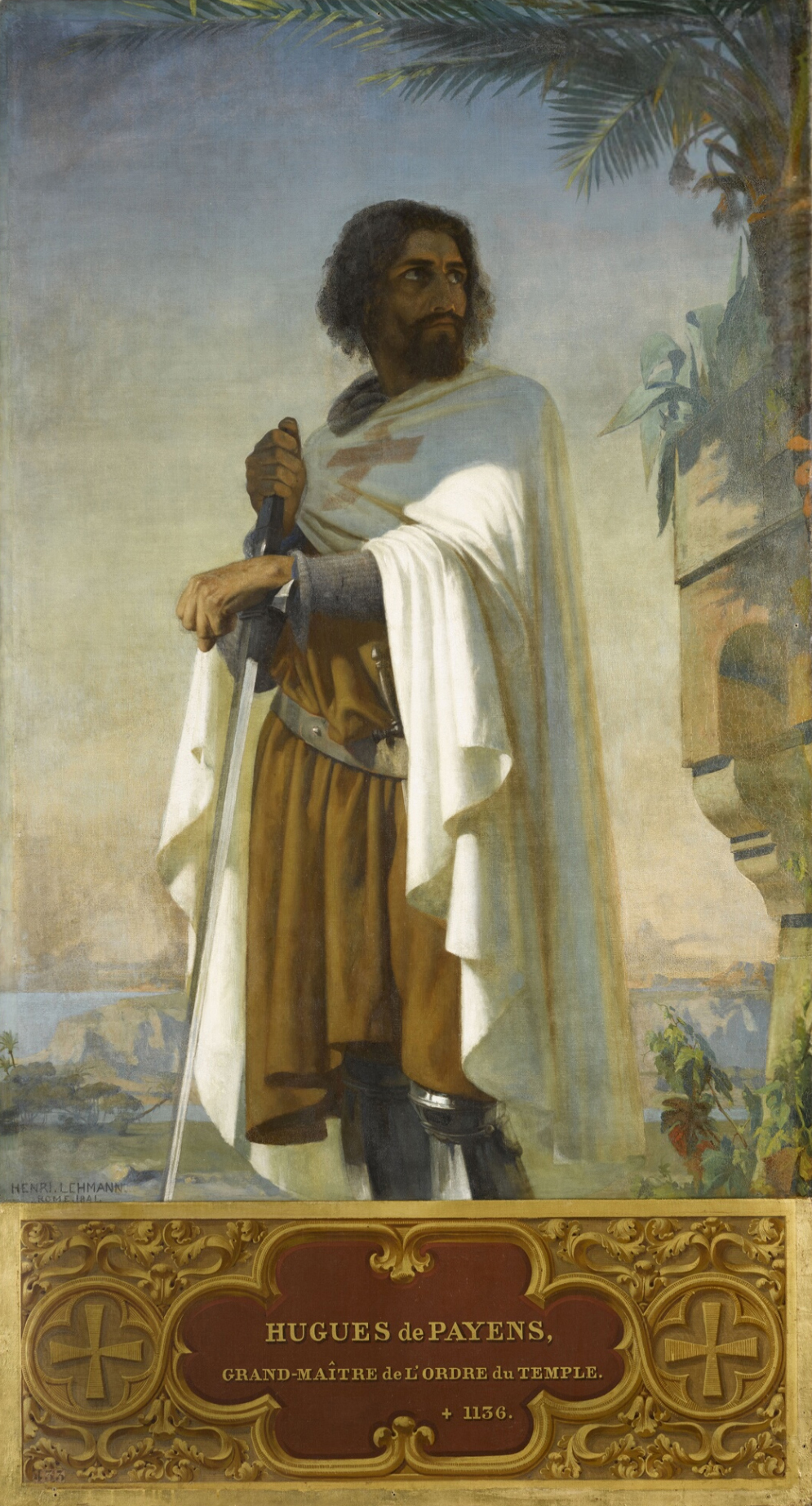
Hugues de Payens

Hugues de Payens sau de Payns (c. 1070 - 1136), un cavaler francez din regiunea Champagne, a fost co-fondatorul și primul Mare Maestru al Cavalerilor Templieri. Cu ajutorul Sfântului Bernard de Clairvaux, el a creat Norma Latină, codul de comportament al Ordinului.

## Biografie
S-a născut probabil la Château Payns, la 10 km de Troyes, în regiunea Champagne. La început a fost un vasal al contelui Hugo de Champagne, pe care l-a însoțit în prima cruciadă. Este foarte probabil ca acesta din urmă să fi servit în armata lui Godefroy de Bouillon în timpul cruciadei. Contele a vizitat Ierusalimul pentru a doua oară în anul 1108, însoțit fiind de Hugues, care a rămas acolo după ce acesta s-a întors în Franța. El i-a organizat pe primii nouă călugări-cavaleri cu misiunea de a apăra pelerinii din Țara Sfântă, ca urmare a rugăminților papei Urban al II-lea ca cineva să treacă la fapte.
Hugues de Payens l-a abordat pe regele Balduin al II-lea al Ierusalimului împreună cu opt cavaleri, doi dintre care îi erau frați, restul fiindu-i rude ori de sânge, ori prin căsătorie, pentru a-i consacra pe primii Cavaleri Templieri.
Ceilalți cavaleri erau Godefroy de Saint-Omer, Payen de Montdidier, Archambaud de St. Agnan, Andre de Montbard, Geoffrey Bison și doi oameni cunoscuți sub numele de Rossal și Gondamer. Al nouălea cavaler rămâne necunoscut, deși unii consideră că acesta era însuși contele Hugo de Champagne.
În calitate de Mare Maestru, el a condus Ordinul timp de aproape 20 de ani, până la moarte, punând bazele Ordinului ca instituție internațională, influentă atât pe plan militar, cât și pe plan financiar.
În timpul vizitei sale în Anglia și Scoția în anul 1128, el a strâns oameni și bani pentru Ordin și de asemenea a fondat prima Casă în Londra și încă una lângă Edinburgh la Balantrodoch, acum cunoscută ca Temple, Midlothian, unde, împreună cu Catherine St. Clair, l-a vizitat pe Sir Henry Sinclair de Roslin. Dacă era căsătorit cu Catherine nu este cunoscut, aceasta fiind în continuare o problemă destul de controversată.

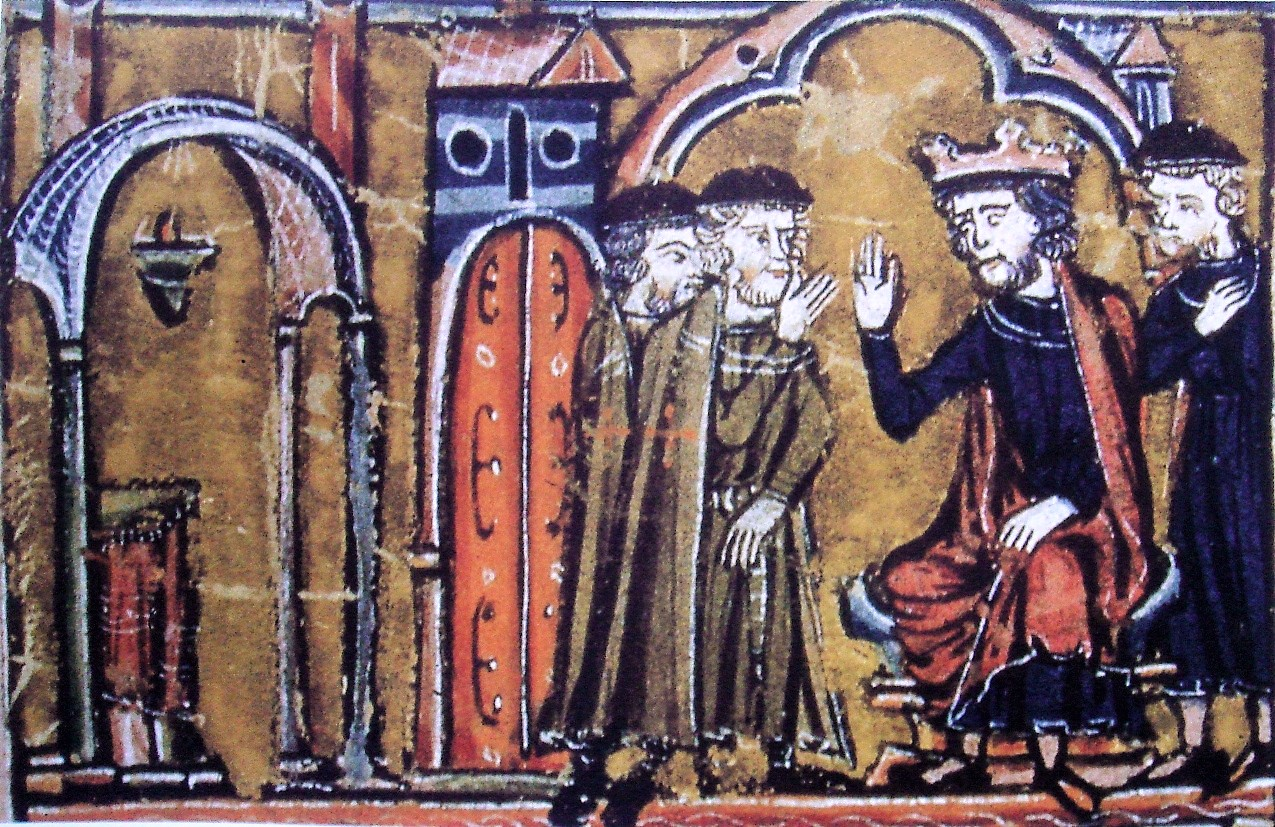
Balduin al II-lea cedând Templul lui Solomon lui Hugues de Payens și Godefroy de Saint-Omer

El a murit în Palestina în anul 1136 și a fost urmat în funcția de Mare Maestru de Robert de Craon.